# Magnetismo das rochas

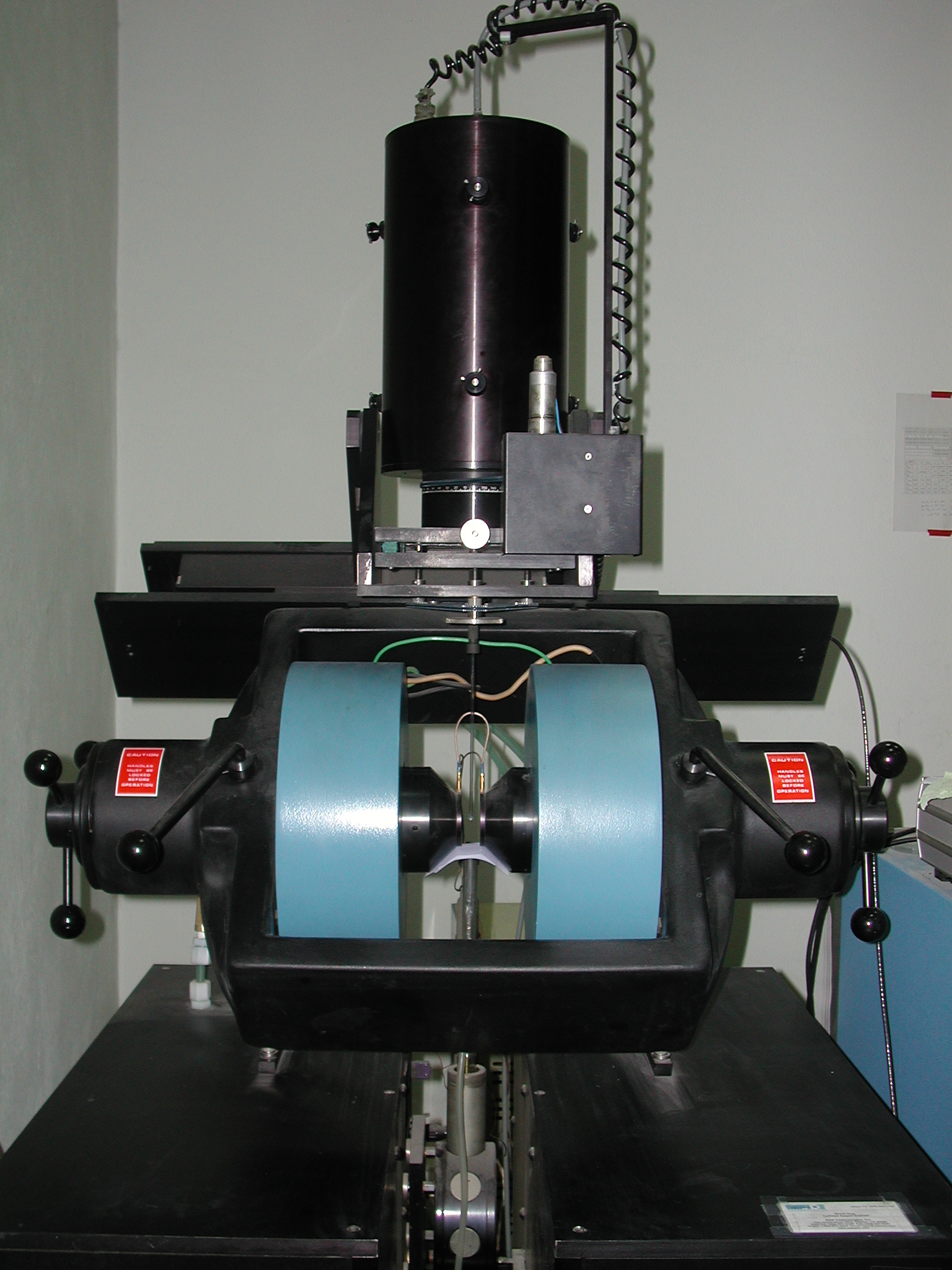
Um magnetómetro de amostra vibratória, uma ferramenta amplamente usada para medir a histerese magnética de rochas.

Magnetismo das rochas é a determinação das propriedades magnéticas de rochas, sedimentos e solos, com destaque para a sua susceptibilidade magnética e remanência. Este campo da geofísica surgiu da necessidade de integrar os dados fornecidos pelo paleomagnetismo nos estudos geológicos e arqueológicos, o que implica entender como a remanência das rochas e solos mantém registado por milhões de anos o campo magnético da Terra.

## Descrição
O registo magnético é mantido por minerais, particularmente os minerais fortemente ferromagnéticos, como a magnetite. Uma compreensão da remanência magnética nas rochas permite aos paleomagnetistas desenvolver métodos para medir o antigo campo magnético terrestre e corrigir efeitos secundários, como os resultantes da compactação dos sedimentos e do metamorfismo. 
Os métodos geomagnéticos são usados para obter uma imagem detalhada do padrão de anomalias magnéticas em faixas paralelas às dorsais oceânicas, fornecendo uma das mais sólidas provas da tectónica de placas. O magnetismo das rochas é também usado para interpretar anomalias magnéticas terrestres em levantamentos arqueológicos. 
Os mesmos princípios estão a ser utilizados no estudo do campo magnético de astros rochosos, com destaque para a compreensão do forte magnetismo crustal em Marte.
Os minerais fortemente magnéticos têm propriedades que dependem do tamanho, forma, estrutura do defeito e concentração dos minerais numa rocha. O magnetismo da rocha fornece métodos não destrutivos para analisar esses minerais, como medições de histerese magnética, medições de remanência dependentes da temperatura, espectroscopia Mössbauer, ressonância ferromagnética e assim por diante. Com tais métodos, é possível medir os efeitos das mudanças climáticas passadas e os impactos humanos na mineralogia, área de estudo conhecida por magnetismo ambiental.
Nos sedimentos, grande parte da remanência magnética é transportada por minerais que foram criados por bactérias magnetotáticas, pelo que o estudo dos campos magnéticos registados nessas de rochas podem trazer contribuições significativas para o conhecimento do biomagnetismo.

## História

Formação de bandas paleomagnéticas paralelas ao longo das dorsais.

Até ao século XX, o estudo do campo magnético da Terra (geomagnetismo e o paleomagnetismo) e dos materiais geológicos magnéticos (especialmente os que apresentam ferromagnetismo) foi desenvolvido separadamente.
O estudo do magnetismo das rochas apenas teve início quando os cientistas reuniram esses dois campos em laboratório durante a década de 1930. Os pioneiros neste novo campo do saber foram os geofísicos Johann Koenigsberger (que começou a publicar sobre o tema em 1938), Émile Thellier (também em 1938) e Takeshi Nagata (em 1943), focando os seus esforço na investigação da origem da remanência em rochas ígneas.
Ao aquecer rochas e materiais arqueológicos a altas temperaturas num campo magnético, foi possível induzir nos materiais uma magnetização termo-remanente (TRM) e investigar as propriedades dessa magnetização. Thellier desenvolveu uma série de condições (hoje conhecidas como as leis de Thellier) que, se cumpridas, permitem a determinação da intensidade do do campo magnético remanente usando o método de Thellier-Thellier (desenvolvido por Émile Thellier e sua esposa Odette Thellier). Em 1949, Louis Néel desenvolveu uma teoria que explicava essas observações e mostrou que as leis de Thellier eram satisfeitas por certos tipos de magnetos de domínio único, introduzindo o conceito de bloqueio de TRM.
Quando o trabalho paleomagnético na década de 1950 deu suporte à teoria da deriva continental, os céticos foram rápidos em questionar se as rochas poderiam manter uma remanência estável por eras geológicas.
O estudo do magnetismo de rochas demonstrou que as rochas podem ter mais de uma componente de remanência, alguns macios (facilmente removidos) e outros muito estáveis. Para chegar à parte estável, é necessário começar por "limpar" essa magnetização das amostras, aquecendo-as ou expondo-as a um campo alternado. No entanto, eventos posteriores, particularmente o reconhecimento de que muitas rochas norte-americanas foram amplamente remagnetizadas no Paleozóico, mostraram que uma única etapa de limpeza é inadequada, e os paleomagnetistas começaram a usar rotineiramente a desmagnetização passo a passo para remover a remanência em pequenos pedaços.

## Conceitos fundamentais

Visão esquemática do spin paralelo num material ferromagnético.

Visão esquemática do spin antiparalelo e não balanceado num material ferrimagnético.

Visão esquemática do spin com direções alternadas num material antiferromagnético.

### Tipos de ordem magnética
A contribuição de um mineral para o magnetismo total de uma rocha depende fortemente do tipo de ordem ou desordem magnética que os átomos constituentes possam adquirir em função da sua camada de electrões. Minerais magneticamente desordenados (diamagnéticos e paramagnéticos) contribuem com um magnetismo fraco e não têm remanência. Nese contexto, os minerais mais importantes para o magnetismo das rochas são os minerais que podem ser ordenados magneticamente, pelo menos em algumas temperaturas. Estes são os pertencentes aos grupos dos ferromagnéticos, ferrimagnéticos e certos tipos de antiferromagnéticos. Esses minerais têm uma resposta muito mais forte ao campo e podem ter uma remanência. As características básicas de cada tipo são as seguintes:
- Diamagnetismo — é uma resposta magnética compartilhada por todas as substâncias. Em resposta a um campo magnético aplicado, os electrões precessam (veja precessão de Larmor), e pela lei de Lenz agem para contrariar o efeito do campo magnético. Assim, o momento produzido é no sentido contrário ao do campo ambiente e a suscetibilidade é negativa. Este efeito é fraco, mas independente da temperatura. Uma substância cuja única resposta magnética é o diamagnetismo é considerada diamagnética.
- Paramagnetismo — é uma resposta magnética positiva, mas fraca, à presença de um campo magnético ambiental devido ao momento de rotação do electrão, ou seja ao seu spin. O paramagnetismo ocorre em certos tipos de minerais que contenham ferro, pois este elemento apresenta um electrão desemparelhado numa de suas camadas de valência (ver regras de Hund). Alguns materiais são paramagnéticos até temperaturas próximas do zero absoluto e sua suscetibilidade é inversamente proporcional à temperatura (ver lei de Curie). Outros são magneticamente ordenados abaixo de uma temperatura crítica e a suscetibilidade aumenta à medida que se aproximam dessa temperatura (ver lei de Curie-Weiss).
- Ferromagnetismo — são materiais em geral fortemente magnéticos, muitas vezes referidos como ferromagnéticos. No entanto, esse magnetismo pode surgir como resultado de mais de um tipo de ordem magnética. No sentido estrito, ferromagnetismo refere-se ao ordenamento magnético onde os spins dos elétrons vizinhos são alinhados pela interação de troca. O ferromagneto clássico é o ferro. Abaixo de uma temperatura crítica, designada por   ponto de Curie, os ferromagnetos apresentam uma magnetização espontânea e há histerese na sua resposta a um campo magnético variável. Mais importante para o magnetismo das rochas, estes materiais apresentam forte remanência, podendo registar o campo magnético da Terra aquando da sua formação. Embora o ferro não ocorra amplamente em forma pura, este elemento e geralmente incorporado em óxidos de ferro, oxi-hidróxidos e sulfetos. Nesses compostos, os átomos de ferro não estão próximos o suficiente para troca direta, pelo que são acoplados por troca indireta (ou supertroca Kramers–Anderson). Daí resulta a rede cristalina ser dividida em duas ou mais sub-redes com momentos diferentes.[2]
- Ferrimagnetismo — estes materiais apresentam duas sub-redes com momentos opostos, sendo que quando uma das sub-redes tem um momento maior, pelo que há um desequilíbrio líquido que se traduz num campo magnético mais intenso na direção dominante. A magnetite é o mais importante dos minerais ferrimagnéticos. Os materiais ferrimagnéticos geralmente comportam-se como ferromagnéticos, mas a dependência de temperatura de magnetização espontânea é geralmenter bem diferente. Louis Néel identificou quatro tipos de dependência de temperatura, um dos quais envolve uma reversão da magnetização. Este fenómeno desempenhou um papel em controvérsias sobre as anomalias magnéticas ao longo das dorsais oceânicas.
- Antiferromagnetismo — estes materiais, como os ferrimagnéticos, apresentam duas sub-redes com momentos opostos, mas iguais em magnitude. Se os momentos forem exatamente opostos, o material não tem remanência. No entanto, os momentos podem ser inclinados (spin canting), resultando num momento quase perpendicular aos momentos das sub-redes. A hematite apresenta esse tipo de magnetismo.

## Mineralogia magnética
A remanência magnética nos minerais é frequentemente identificada com um tipo particular de remanência que é obtido após a exposição de material ferromagnético a um campo magnético à temperatura ambiente. No entanto, o campo magnético da Terra não é de grande intensidade e esse tipo de remanência seria fraco e facilmente substituído pelo efeito da exposição a campos magnéticos posteriores. Uma parte central do magnetismo das rochas é o estudo da remanência magnética, tanto como magnetização natural remanente (NRM) em rochas obtidas a partir de recolha no ambiente natural e remanência induzida em laboratório. São as seguintes as remanências naturais importantes e alguns tipos induzidos artificialmente:
- Magnetização termomanente (TRM) —  quando uma rocha ígnea arrefece, adquire uma magnetização termorremanente (TRM) induzida pelo campo magnético da Terra. O TRM pode ser muito maior do que seria se o material fosse exposto ao mesmo campo à temperatura ambiente (consulte remanência isotérmica). Essa remanência também pode ser muito estável, permanecendo durando milhões de anos sem mudanças significativas. A TRM é a principal razão pela qual através do estudo do paleomagnetismo se pode deduzir a direção e a magnitude do antigo campo magnético da Terra.[8] Se a rocha for reaquecida posteriormente (como resultado de soterramento, por exemplo), parte ou todo o TRM pode ser substituído por um novo remanente. Se for apenas parte da remanência, é conhecida como magnetização termorremanente parcial (pTRM). Como foram feitos modelos com diferentes formas de aquisição de remanência, pTRM pode ter outros significados. Por exemplo, também pode ser adquirido em laboratório, arrefecendo a amostra em campo magnético zero até uma temperatura {\displaystyle T_{1}} (abaixo do ponto de Curie), aplicando um campo magnético e arrefecendo até uma temperatura {\displaystyle T_{2}}, depois arrefecendo o restante até à temperatura ambiente na ausência de campos magnéticos externos. O modelo padrão para a TRM assume que qando um mineral, como por exemplo a magnetite, arrefece abaixo da temperatura de Curie, torna-se ferromagnético, mas não é imediatamente capaz de carregar uma remanência. Em vez disso, é superparamagnético, respondendo reversivelmente a mudanças no campo magnético. Para que a remanência seja possível, deve haver uma anisotropia magnética suficientemente forte para manter a magnetização próxima de um estado estável. Caso contrário, as flutuações térmicas fazem o momento magnético variar aleatoriamente. À medida que a rocha continua a arrefecer, há uma temperatura crítica na qual a anisotropia magnética se torna suficientemente grande para evitar que o momento se desloque. Essa temperatura é designada por temperatura de bloqueio e referida pelo símbolo {\displaystyle T_{B}}. A magnetização permanece no estado em que a rocha é arrefecida à temperatura ambiente e torna-se uma magnetização termorremanente.
- Magnetização química (ou cristalização) remanescente (CRM) — os grãos magnéticos podem precipitar de uma solução circulante ou ser formados durante reações químicas e podem registrar a direção do campo magnético no momento da formação do mineral. Diz-se que o campo é registrado por "magnetização química remanescente (CRM)". O mineral que registra o campo comumente é a hematita, outro óxido de ferro. Redbeds, rochas sedimentares clásticas (como arenitos) que são vermelhas principalmente por causa da formação de hematita durante ou após a diagênese sedimentar, podem ter assinaturas CRM úteis, e a magnetoestratigrafia pode ser baseada nessas assinaturas.
- Magnetização remanente deposicional (DRM) — os grãos magnéticos em sedimentos podem se alinhar com o campo magnético durante ou logo após a deposição; isso é conhecido como magnetização remanente detrítica (DRM). Se a magnetização é adquirida à medida que os grãos são depositados, o resultado é uma magnetização remanente detrítica deposicional (dDRM); se for adquirido logo após a deposição, é uma magnetização detrítica remanescente pós-deposicional (pDRM).
- Magnetização viscosa remanescente (VRM) — também conhecida como magnetização viscosa, é a remanência adquirida por minerais ferromagnéticos que permanecem num campo magnético por largo tempo. A magnetização remanente natural de uma rocha ígnea pode ser alterada por este processo. Para remover esta componente, alguma forma de desmagnetização passo a passo deve ser usada.[2]